# 三浦久知
三浦 久知（みうら ひさとも、1982年8月24日 - ）は日本の政治家。宮崎県延岡市長（1期）。

## 来歴
宮崎県日向市出身。2005年中央大学商学部卒業。2007年早稲田大学大学院公共経営研究科修了。同年、宮崎県庁入庁。延岡土木事務所にて河川や道路整備に従事。2013年、延岡市役所勤務。観光客誘致、バス・乗合タクシーの運行、子どもの貧困・虐待対策を担当。
2025年6月2日、延岡市長読谷山洋司は「健康上の理由により、今月末日（6月30日）付で市長を辞職する」ことを記者会見にて発表した。これを受けて三浦は6月10日に延岡市役所を退職。6月16日に7月に行われる延岡市長選挙への出馬を表明した。
7月13日告示、7月20日投開票の延岡市長選挙に立候補し、元自民党県議の後藤哲朗（公明党推薦）を36票差の僅差で振り切り、初当選した。7月22日に初登庁した。

## 人物
家族は妻と1女1男。